# 2019 en Norvège
Chronologie de la Norvège
- 2015
- 2016
- 2017
- 2018
- 2019
- 2020
- 2021
- 2022
- 2023

Cet article présente les faits marquants de l'année 2019 en Norvège ou relatifs à la Norvège.

## Gouvernance
- Harald V est roi de Norvège.
- Erna Solberg est la cheffe du gouvernement.

## Événements
- Le Prix Nobel de la paix est décerné à Abiy Ahmed.
- L’attentat de la mosquée de Bærum est une tentative d’attaque terroriste qui a eu lieu le 10 août 2019 à environ 16 h au sein du centre islamique Al-Noor à Bærum, à l’ouest d’Oslo, la capitale de la Norvège.
- Les élections municipales et régionales norvégiennes de 2019 ont lieu le 9 septembre 2019 en Norvège afin de renouveler les membres des conseils municipaux et des conseils de comtés. Ces entités décentralisées possèdent notamment des compétences en matière d'éducation, de transport public, de santé, de soin aux personnes âgées et de prélèvement de certains impôts.

## Sport

### Athlétisme
- Le  meeting des Bislett Games 2019 se déroule le 13 juin 2019 au Stade du Bislett d'Oslo, en Norvège. Il constitue la cinquième étape de la Ligue de diamant 2019.

### Course d'orientation
- Les championnats du monde de course d'orientation 2019, trente-cinquième édition des championnats du monde de course d'orientation, ont lieu du 12 au 17 juillet 2019 à Sarpsborg et dans la région d'Østfold, en Norvège.

### Curling
- Le Championnat du monde double mixte de curling 2019 (nom officiel : World Mixed Doubles Curling Championship) est le 12e championnat du monde double mixte de curling. Il est organisé en Norvège dans la ville de Stavanger au Sørmarka Arena du 20 au 27 avril 2019.
- Le Championnat du monde senior de curling 2019 (nom officiel : World Senior Curling Championships) est le 18e championnat du monde senior de curling. Il est organisé en Norvège dans la ville de Stavanger au Sørmarka Arena du 20 au 27 avril 2019.

### Cyclisme
- L'Arctic Race of Norway 2019 est la 7e édition de cette course cycliste masculine sur route. Elle a lieu du 15 août 2019 au 18 août 2019 en Norvège et fait partie du calendrier UCI Europe Tour 2019 en catégorie 2.HC.
- Les championnats d'Europe de VTT 2019 ont lieu entre le 4 mai et le 15 décembre 2019, dans différents lieux en Europe. Ils sont organisés par l'Union européenne de cyclisme (UEC).
- La 9e édition du Tour de Norvège a eu lieu du 28 mai 2019 au 2 juin 2019. La course fait partie du calendrier UCI Europe Tour 2019 en catégorie 2.HC.
- La 6e édition du Tour de Norvège féminin a lieu du 22 août au 25 août 2019. La course est la vingtième manche de l'UCI World Tour. Elle se déroule à Halden une semaine après l'Open de Suède Vårgårda, ville qui se trouve à deux cents kilomètres de là.

### Football
- L'équipe de Norvège féminine de football participe à la Coupe du monde de 2019 organisée en France du 7 juin 2019 au 7 juillet 2019.
- Le championnat de Norvège féminin de football 2019 est la 33e édition du championnat de Norvège féminin. Les douze meilleurs clubs de football féminin de Norvège sont regroupés au sein d'une poule unique, la Toppserien, où ils s'affrontent deux fois au cours de la saison, à domicile et à l'extérieur.
- La saison 2019 du Championnat de Norvège de football est la 75e édition de la première division norvégienne. Les seize équipes s'affrontent au sein d'une poule unique, en matches aller-retour, à domicile et à l'extérieur. À l'issue de la saison, les deux derniers du classement sont relégués et remplacés par les deux meilleures formations de 1. divisjon, la deuxième division norvégienne. Le club classé 14e doit disputer un barrage de promotion-relégation face au vainqueur du tournoi accession de deuxième division.

## Culture
- All Must Die est un film d'horreur norvégien écrit et réalisé par Geir Greni[1], sorti en 2019.
- Barn est un film dramatique norvégien écrit et réalisé par Dag Johan Haugerud, produit par Motlys et sorti en 2019[2].
- Cold case à l'ONU (Cold case Hammarskjöld) est un film documentaire réalisé par Mads Brügger, sorti en 2019. Il émet la théorie d'une responsabilité d'un service paramilitaire, le SAIMR, dans la mort en 1961 du Secrétaire général de l'ONU Dag Hammarskjöld et dans la propagation du Sida en Afrique.
- Disco est un film norvégien réalisé par Jorunn Myklebust Syversen et sorti en 2019.
- Diva of Finland est un film finlandais réalisé par Maria Veijalainen, sorti en 2019.
- Divino Amor est un film brésilien réalisé par Gabriel Mascaro, sorti en 2019.
- Espoir (en norvégien : Håp) est un film dramatique norvégien écrit et réalisé par Maria Sødahl et sorti en 2019.
- L'Été où mon père disparut (Ut og stjæle hester) est un film norvégien réalisé par Hans Petter Moland, sorti en 2019. C'est l'adaptation du roman Pas facile de voler des chevaux (Ut og stjæle hester) de Per Petterson paru en 2003.
- Psychobitch est un film norvégien de Martin Lund sorti en 2019[3]. Le film est présenté au ArteKino Festival.
- The Spy (Spionen[4], littéralement « L'Espionne ») est un film biographique norvégien réalisé par Jens Jønsson, sorti en 2019. Il s'agit de l'adaptation de la biographie Sonja Wigert: Et dobbeltliv d'Iselin Theien (no) (2010)[5],[6].
- Tu mourras à 20 ans (ستموت في العشرين) est un film soudanais réalisé par Amjad Abou Alala et sorti en 2019.
- The Tunnel (Tunnelen) est un film norvégien réalisé par Pål Øie et sorti en 2019.
- Voyage au bout de la Terre (Amundsen) est un film historique et biographique norvégien réalisé par Espen Sandberg et sorti en 2019.

## Naissances
- Naissance en Norvège en 2019

## Décès
- Décès en Norvège en 2019